# Gamčen
Il Gamčen (in russo Гамчен) è un vulcano complesso situato nel sud-est della penisola della Kamčatka, nella Russia orientale, 110 km a sud del vulcano Bezymjannyj. Appartiene al gruppo vulcanico Kizimen-Gamčen, formato da cinque vulcani della Catena Orientale. È situato all'interno della riserva naturale di Kronockij, classificata come Patrimonio dell'umanità dall'UNESCO.

## Geografia

### Morfologia
Il Gamčen è un complesso costituito da quattro stratovulcani: il Gamčen principale (o Južnyj Gamčen), il Severnyj Gamčen, il Molodoj («Giovane») e il Lukovica («Bulbo»). Questi quattro vulcani si estendono su un'area di 23 km per 15 verso nord-est, fino ad una faglia vulcanica risalente all'Olocene. Al di là di essa si trova una caldera.
| Nome                            | Tipo          | Altitudine (m) | Periodo di formazione | Diametro alla base (km) |
| ------------------------------- | ------------- | -------------- | --------------------- | ----------------------- |
| Baranin («Pecora»)              | Stratovulcano | 2000 ca.       | Olocene               | 2 × 2,5                 |
| Lukovica («Bulbo»)              | Duomo di lava | 1500 ca.       | Olocene               |                         |
| Molodoj («Giovane»)             | Stratovulcano |                | Olocene               | 3 × 4,5                 |
| Severnyj Gamčen («Gamčen Nord») | Stratovulcano | 2577           | Pleistocene           | 4,5 × 7                 |
| Južnyj Gamčen («Gamčen Sud»)    | Stratovulcano | 2300           | Pleistocene           | 3 × 7                   |

#### Il Gamčen principale (o Južnyj Gamčen)
Culminante a 2576 m di altezza, misura alla base 4,5 × 7 km. Il cratere, di forma conica, è parzialmente distrutto: l'altezza relativa del bordo settentrionale è di 600 m, contro i 1500 m del bordo meridionale. Il volume di materiale emesso dal Južnyj Gamčen è stato stimato in 15 km³. I fianchi del Južnyj Gamčen sono accidentati. Sul versante di sud-est si trova il Baranin.

#### Il Severnyj Gamčen
Culminante a 2300 m di altezza, misura alla base 3 × 7 km. Il cratere, conico, è ben conservato, anche se il bordo meridionale culmina a 50 m al di sopra del duomo, e il bordo settentrionale a 100 m. Il volume di materiale emesso dal Severnyj Gamčen è stato stimato in 8 km³. I fianchi del Severnyj Gamčen sono accidentati e ricoperti di rocce esposte alle intemperie con presenza di tracce di fumarole.

#### Il Baranin
Situato sul versante sud-est del Južnyj Gamčen, il Baranin ha una base di 2 × 2,5 km. Risale all'Olocene superiore e un duomo di lava, il Lukovica («Bulbo»), risale a circa 3000-6000 anni fa. Il vulcano non mostra quasi nessuna traccia di erosione. Nella parte superiore, alcune fumarole sono state osservate nel 1946 all'interno del suo cratere smussato, con un diametro di 500 m e una profondità di 200 m. Queste fumarole avevano una temperatura compresa tra 40 e 81 °C.

#### Il Molodoj
Situato a est del Severnyj Gamčen, il Molodoj ha una base di 3 × 4,5 km. Il suo cratere presenta un profilo netto. Ai suoi piedi, a est, si è formato un duomo di lava.

### Geologia
Il complesso vulcanico del Gamčen è costituito principalmente da andesite e da basalto. Il Severnyj Gamčen e il Južnyj Gamčen presentano tre strati vulcanici: uno strato inferiore lavo-piroclastico, uno strato intermedio piroclastico e uno strato superiore con prevalenza di lava.

## Storia
L'ultima eruzione di questo vulcano attivo di 2576 metri risale a 550 anni prima di Cristo. Tuttavia, viene ancora classificato come attivo a causa della presenza di una debole attività di solfatare.